# Авија BH-23
Авија BH-23 (чеш. Avia BH-23) је чехословачки ноћни ловац. То је био једномоторни двокрилни авион једносед. Први лет авиона је извршен 1925. године. Направљена су два прототипа овог авиона на основу тренажног авиона Авија BH-22, прва ознака коју је добио била је Авија BH-22N (N-ноћни).
Највећа брзина авиона при хоризонталном лету је износила 210 km/h.
Распон крила авиона је био 8,80 m, а дужина трупа 6,87 m. Празан авион је имао масу од 705 килограма. Нормална полетна маса износила је око 879 килограма.

## Пројектовање и развој
На захтев Чехословачког ратног ваздухопловства да се направи ноћни ловац, Авијин пројектантски тандем инжењера П.Бенеш и М.Хајн полазећи од тренажно-акробатског авиона Авија BH-22 изашли су у сусрет том захтеву.
Авиа BH-23 је била уствари наоружана модификација типа BH-22, модификована за обуку пилота у ноћном летењу. Испред кокпита су постављена два синхронизована митраљеза Викерс калибра 7,7 мм, авион је додатно опремљен позиционим светлима, осветљењем командне табле, носачима за пар Мишлин расветних бомби и модификованим пригушивачима издувних гасова у циљу елиминације светлосних ефеката и смањење буке мотора.
Авион је први пут полетео 1925. године.

## Технички опис
Труп авиона је био конструктивно исти као код авиона Авија BH-21 и Авија BH-22.
Погонска група је била мотор осмоцилиндрични течношћу хлађен мотор V-распореда Шкода HS-8Aa (licenca Hispano-Suiza 8Аа) снаге 132 kW, и Авијина дрвена двокрака вучна елиса фиксног корака.
Крила су иста као код авиона Авија BH-22.
Репне површине:  исте као код авиона Авија BH-21 и Авија BH-21.
Стајни трап исти као код авиона Авија BH-21 и Авија BH-21.

## Наоружање
Авион Авија BH-23 је био наоружан са два синхронизована митраљеза Vickers калибра 7,7 mm постављена изнад мотора који су гађали кроз обртно поље елисе.
| Наоружање авиона: Авија        |             |
| Ватрено (стрељачко) наоружање  |             |
| Топ                            |             |
| Митраљез                       |             |
| Број и ознака митраљеза        | 2 х Vickers |
| Калибар                        | 7,7         |
| Бомбардерско наоружање (бомбе) |             |
| Ракетно наоружање (ракете)     |             |

## Верзије
Направљена су само два истоветна прототипа овог авиона.

## Оперативно коришћење
Произведена су два прототипа авиона Авија BH-23 који су 3. августа 1926. испоручени 3. ловачком пуку у коме су се одржавали курсеви у ноћном летењу. О коришћењу ових авиона у том периоду нема поузданих података.
Ефикасно коришћење ових авиона почиње 1927. године кад су оба BH-23  (B-23) пребачена у 1. ловачки пук. У овом пуку је током године извршили укупно 103 дневна и 93 ноћна лета. Међутим, показало се да ове летелице нису баш погодне за ноћну обуку. Учестали су проблеми са електричном опремом авиона, што је за последицу имало запаљење машине Б-23.2 13. јуна 1928. године, када је из непознатих разлога избио пламен из резервоара за гориво у тренутку када су позициона светла упаљена. Том приликом се упалио цео авион и изгорео.
Други авион Б-23.1 је без опреме за ноћно летење и наоружања, коришћен за рутинску обуку 1. ловачком пуку.  Године 1936. авион је продат МЛЛ Прашке жупаније, где је летео са цивилном регистарском ознаком ОК-ЛЕВ.

## Земље које су користиле авион
- Чехословачка